# سواپان چاتوپادهیای
سواپان چاتوپادهیای (انگلیسی: Swapan Chattopadhyay؛ زاده ۲۶ دسامبر ۱۹۵۱) یک فیزیک‌دان اهل ایالات متحده آمریکا (Naturalized in the USA in 1995 as Swapan Chaterji) است.